# Nils Kopke
Nils Kopke (* 6. April 1983 in Bonn-Beuel) ist ein ehemaliger deutscher Judoka (Gewichtsklasse +100 kg).
Seit seinem fünften Lebensjahr betrieb Kopke den Sport in seinem Heimatverein JC Königswinter-Siebengebirge e. V. im Siebengebirge. Sein erster Trainer Uwe Hupke führte Kopke 1999 zum 2. Platz der Internationalen deutschen Meisterschaften der Junioren, was zugleich den Sprung in den Nationalkader bedeutete. 2000 startete Kopke erstmals in der 2. Bundesliga für den 1. JC Mönchengladbach. Seit 2002 startete Nils Kopke für die SU Annen in der 1. Bundesliga. 2006 gewann das Team die Bronzemedaille der Deutschen Mannschaftsmeisterschaft.
Kopke distanzierte sich aufgrund seiner Ausbildung zum Bankkaufmann zunehmend vom Leistungssport. Nach seiner Karriere arbeitete er für einen großen deutschen Versicherer als Makler und Bankbetreuer.
Frank Wieneke (Olympiasieger 1984), der Kopkes Trainer in der Zeit bei der Bundeswehr-Sportfördergruppe Köln-Longerich war, und Richard Trautmann (Olympiadritter 1996) sowie der Doppelweltmeister Detlef Ultsch und Mihail Donciu waren seine Bundestrainer, Oliver Rychter und Andreas Reeh seine Landestrainer des Nordrhein-Westfälischen Judo-Verbandes. Daniel Gürschner (Europameister, Olympiastarter Sydney 2000) und Trainer am Olympiastützpunkt Köln war sein Trainer am Ende seiner Laufbahn.
Bei den Junioren-Weltmeisterschaften 2002 in Jeju in Südkorea wurde Kopke nach einer Regeländerung als erster Judoka nach einer Khabarelli-Technik disqualifiziert.

## Erfolge
| Datum              | Platz | Turnier                                    | Gewichtsklasse |
| ------------------ | ----- | ------------------------------------------ | -------------- |
| 14. Oktober 2006   | 3     | Deutsche Meisterschaften Esslingen         | +100           |
| 22. Oktober 2005   | 3     | Deutsche Meisterschaften Wuppertal         | +100           |
| 7. November 2004   | 1     | B-Tournament Borås                         | +100           |
| 10. Juli 2004      | 7     | German Open Braunschweig                   | +100           |
| 6. Juni 2004       | 3     | Tre Torri Tournament Corridonia            | +100           |
| 16. November 2003  | 3     | Swedish Open Borås                         | +100           |
| 9. November 2003   | 1     | Finnish Open Helsinki                      | +100           |
| 5. Juli 2003       | 3     | Trofeo Tarcento                            | +100           |
| 17. November 2002  | 7     | European Junior Championships Rotterdam    | +100           |
| 13. Oktober 2002   | 3     | German Junior Open Berlin U20              | +100           |
| 22. September 2002 | 5     | German Open Braunschweig                   | +100           |
| 16. Juni 2002      | 1     | Deutsche Meisterschaften U20 Hanau         | +100           |
| 26. Mai 2002       | 2     | International junior A-Tournament U20 Lyon | +100           |
| 23. Juni 2001      | 3     | Deutsche Meisterschaften U20 Maintal       | +100           |
| 6. Januar 2001     | 1     | Rotterdam Junior Open                      | +90            |
| 23. Oktober 1999   | 3     | Wolfgang Welz Mannheim U18                 | +90            |
| 2. Oktober 1999    | 2     | German Open U18 Rüsselsheim                | +90            |